# フレデリック・シー
| 858 エル・ジェザイール | 1916年5月26日 |
| 859 ブーザレアー       | 1916年10月2日 |

フレデリック・シー（Frédéric Sy）は、フランスの天文学者。

## 人物
彼はもともと、科学誌の編集者をしていたが、1894年から1918年まで天文学者として活動した。彼の同僚には、同じく天文学者で小惑星発見者のフランソワ・ゴネシアがいる。
なお、小惑星(1714)のシー (小惑星)は、彼に因んで命名された。